# Plectrohyla labedactyla
Plectrohyla labedactyla là một loài ếch thuộc họ Nhái bén.
Đây là loài đặc hữu của México.
Môi trường sống tự nhiên của chúng là rừng ôn đới và sông ngòi.
Chúng hiện đang bị đe dọa vì mất môi trường sống.